# Formato aberto
Um formato aberto é uma especificação publicada para armazenar dados digitais, mantida geralmente por uma organização de padrões não-proprietária, e livre de limitações legais no uso, garantindo o acesso aos dados em longo prazo. Um  formato aberto deve ser implementável tanto em software proprietário como em software livre, usando as licenças típicas de cada um. Em contraste, o formato proprietário é controlado e defendido por interesses particulares da empresa detentora de seus direitos, e caso algum software proprietário deixe de dar suporte àquele formato, desaparecendo do mercado, ele não poderá ser lido, logo, o usuário perdendo informações contidas no mesmo, são exemplos: DWG (AutoCad Drawing), SWF (Shockwave Flash), DOC (formato proprietário de texto), PPT (formato proprietário de apresentação de slides). Os formatos abertos são um subconjunto do padrão aberto.
O objetivo principal dos formatos abertos é garantir o acesso a longo prazo aos dados sem incertezas atuais ou futuras no que diz respeito às direitas legais ou à especificação técnica. Um objetivo secundário dos formatos abertos é permitir a competição, em vez de permitir que o controle de um distribuidor sobre um formato proprietário iniba o uso de um produto de competição. Os governos mostraram cada vez mais interesse em edições em formato aberto. Ainda, um formato será aberto quando estiver baseado em padrões abertos, e ainda, for desenvolvido de forma transparente e coletiva, suas especificações devem estar totalmente documentadas e acessíveis a todos, quando mantido para ser usado independente de qualquer produto ou empresa, bem como não haver qualquer extensão proprietária que impeça o seu uso livre. Para saber se o documento em questão está adepto ao formato abordado, basta verificar a sua extensão.

## Princípios dos formatos abertos
1. Disponibilidade - Padrões Abertos estão disponíveis para que todos possam ler e implementar.
2. Maximização da escolha dos usuários finais - Padrões Abertos criam um mercado justo e competitivo para implementações do padrão.
3. Nenhum Royalty - Padrões Abertos são gratuitos para ser implementados, sem nenhum royalty ou taxa.
4. Não Discriminação - Padrões abertos e as organizações que os administram não favorecem um implementador em detrimento de outro.

## Formatos abertos e Código aberto
O relacionamento entre formatos abertos e livre/software de código aberto é mal entendido frequentemente. Muitos formatos abertos de software dos produtos de uso proprietário, e livre/software de código aberto podem frequentemente usar formatos proprietários. Por exemplo, HTML, a língua aberta familiar do WWW, formato World Wide Web (em português, Rede Mundial de Computadores), cria a base para navegadores proprietários tais como Internet Explorer da Microsoft assim como navegadores livres de Código aberto como Mozilla Firefox. Entrementes, OpenOffice.org, o suíte desktop para escritório de código livre/aberto, pode manipular o formato proprietário do DOC da Microsoft, bem como formatos abertos como o OpenDocument. Finalmente, algumas companhias publicaram as especificações de seus formatos, fazendo possível executar para leitores ou para escritores de plataformas e distribuidores diferentes, como Adobe PDF, e pela Microsoft RTF. Entretanto, alguns formatos proprietários são cobertos por algum tipo de patente com limitações que podem proibir livre/execuções do software de código aberto (pelo menos sob determinadas características da licenças, tais como licença para público geral (GNU). De acordo com alguns críticos, tais formatos inibem a competição.

## Arquitetura
- Baseado em padrões abertos;
- Desenvolvido de forma transparente e de modo coletivo;
- Suas especificações estão totalmente documentadas e acessíveis a todos;
- Mantido para ser usado independente de qualquer produto ou empresa;
- Livre de qualquer extensão proprietária que impeça seu uso livre.

## Exemplos de formatos abertos
Apesar de atualmente o PDF ser um padrão aberto mantido pela mantido pela International Organization for Standardization (ISO), a sua utilização em recursos educacionais não permitirá que seu conteúdo seja adaptado ou facilmente remixado, pois o formato PDF não permite edição, tornando, assim, difícil a cópia de trechos. Por fim, vale destacar que este formato dificulta sua utilização direta para se criar uma obra derivada.
Portanto, abaixo contêm uma lista dos formatos abertos disponíveis para serem utilizados em diversos tipos de Recursos Educacionais, processadores de texto e software livre:
- OASIS OpenDocument Format for Office Applications (para suites e documentos para escritório)
- LaTeX (uma linguagem de documentação)
- Json (uma linguagem de documentação)
- EPUB (formato de arquivo digital)
- DVI (uma linguagem para descrição de página)
- TXT (um formato de texto que não contém formatação)
- ODT (um formato de texto)
- ODS (formato de planilha)
- ODP (formato de apresentação)
- HTML/XHTML (linguagem)
- OpenEXR (um formato de imagem de alta faixa dinâmica)
- PNG (um formato de imagem)
- SVG (um formato de imagem)
- VRML/X3D (formato de dados 3D em realtime)
- FLAC  (formato de áudio)
- MP3 (formato de áudio)
- Ogg - Container para Vorbis, FLAC, Speex (formato de áudio) & Theora (formato de vídeo)
- MKV (formato de vídeo)
- XML (linguagem)
- 7z (formato de compressão de dados)
- Webm ( Formato de video opensource super-compacto de alta qualidade oficialmente em desenvolvimento pela Google )

## Recursos Educacionais Abertos
Esses Recursos Educacionais Abertos (REA) não podem existir plenamente sem formatos abertos que assegurem a possibilidade de recombinar remixar os conteúdos mantendo livre o fluxo de criação. Portanto, tais formatos para garantirem sua recombinação plena devem ser editáveis.
Exemplos de formatos proprietários:
- DWG - AutoCad Drawing

- SWF - Shockwave Flash
- DOC - formato proprietário de texto
- PPT - formato proprietário de apresentação de slides

A garantia do livre fluxo do conhecimento, bem como os esforços para assegurar o compartilhamento dos recursos educacionais, para avançar a construção do comum e para expandir a diversidade cultural impulsionam os formatos abertos.

### Wikibooks
- «Free/Open Source Software:Open Standards»